# خورخي كانيت
خورخي كانيت هو مصمم سويسري، ولد في 1950 في جنيف في سويسرا.